# Massabrac
 Massabrac  là một xã thuộc tỉnh Haute-Garonne trong vùng Occitanie tây nam nước Pháp. Xã này nằm ở khu vực có độ cao trung bình 240 mét trên mực nước biển.
Sông Lèze tạo thành một phần ranh giới đông bắc thị trấn.